# 低成本航空公司

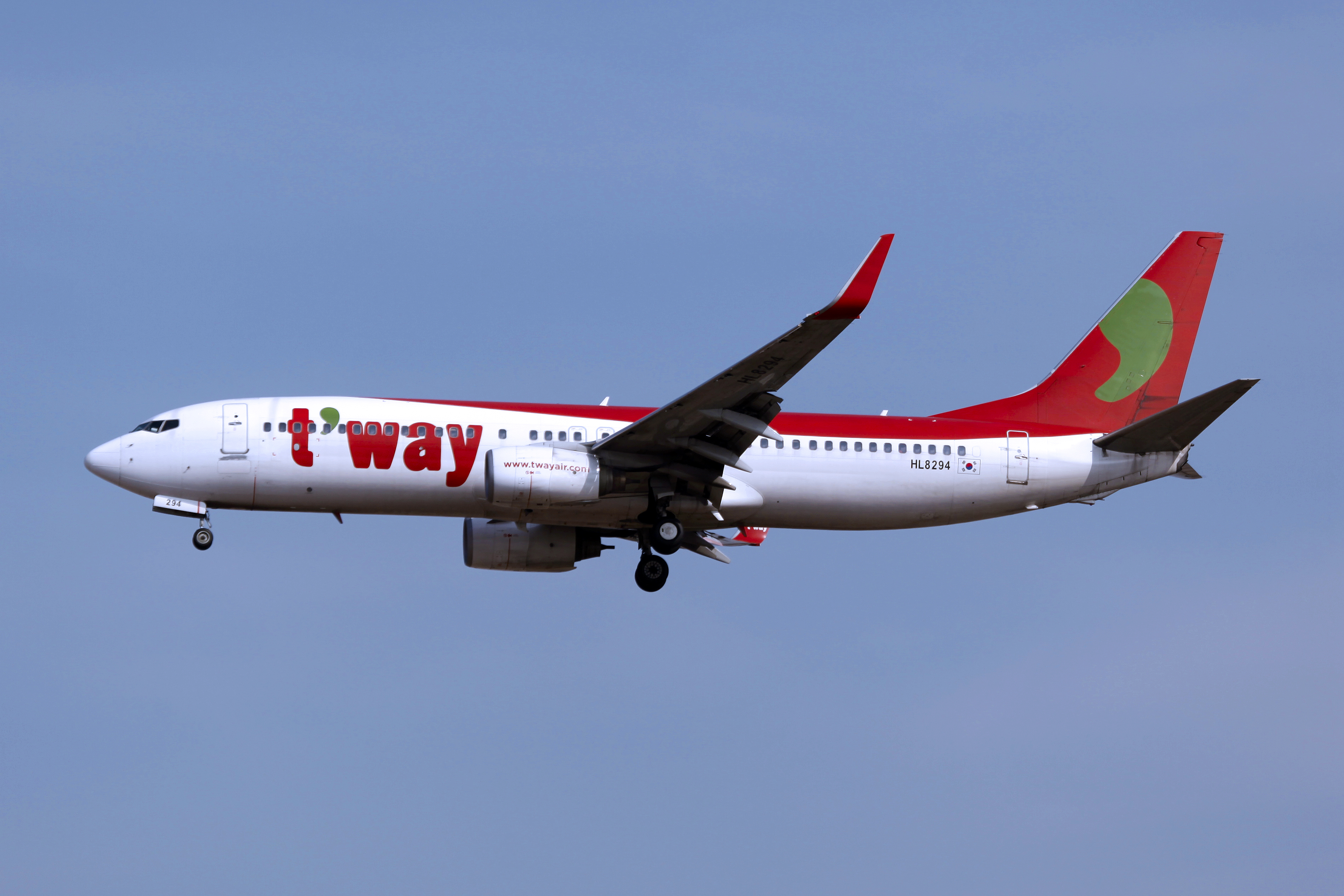
德威航空的波音737客機，在韓國首爾仁川國際機場

低成本航空公司（英語：low-cost carrier，英文亦稱、或，經常簡稱為），又稱為低價航空公司，指的是將營運成本控制至比全服务航空公司為低的航空公司。低成本航空公司並沒有標準定義，泛指與傳統航空公司在航路上或乘客服務上有明顯差異之航空公司，一般是大多數的成本都使用在了飛航部門。事實上，低成本航空需要符合以下描述的營運模式，絕非單由票價高低而定義。

## 歷史
首家低成本航空公司是美國的太平洋西南航空，在1949年開業，雖然在1988年結業，但其啟發了1971年西南航空的開業，後者之後更成為世界最大的低成本航空公司。1978年美國將航空業控管法令鬆綁之後，不少業者模仿西南航空模式，成立多家低成本航空子公司，如達美快運航空、聯合穿梭航空等，但這些公司很快就被合併或結業:36-38。
低成本航空走向世界始於1990年代，歐洲開始對民航運輸業放鬆管制，實施航權自由化，只要有合格飛航作業許可證（Air Operators Certificate）便可在歐洲營業，自由決定機票價格，因此許多航空公司加入市場競爭，瑞安航空和易捷航空更主宰了歐洲的低成本航空市場。除此之外，澳洲和亞洲亦放寬對航空業的管制，許多航空公司紛紛成立，以較低的票價與傳統航空公司競爭，例如亞洲航空和捷星航空:9。
踏入二十一世紀，受到九一一事件、SARS疫情和2008年環球股災、油價高企等因素影響下，傳統航空公司業務受到嚴重衝擊，收入大減。與此同時，多個低成本航空公司視之為機會，在21世紀紛紛成立和擴張，低成本航空的營業利益率高過傳統航空，2006年低成本航空在發達國家的市場佔有率已達20%，在英國和愛爾蘭更高達40%:26-31。在美國和歐洲，由於經營成本持續高攀，傳統航空公司的國內線服務不斷縮減，其服務水準已與低成本航空無異。
混合型航空公司（Hybrid Carrier）自1990年代開始出現，混合型航空公司不同於低成本航空公司，它們在機上提供少量服務，甚至有座艙升等，但遜於傳統航空公司，傳統航空公司為與低成本航空公司競爭，亦會轉型為混合型航空公司，例如附有頭等艙的捷藍航空和維珍美國航空:10。

## 營運方式

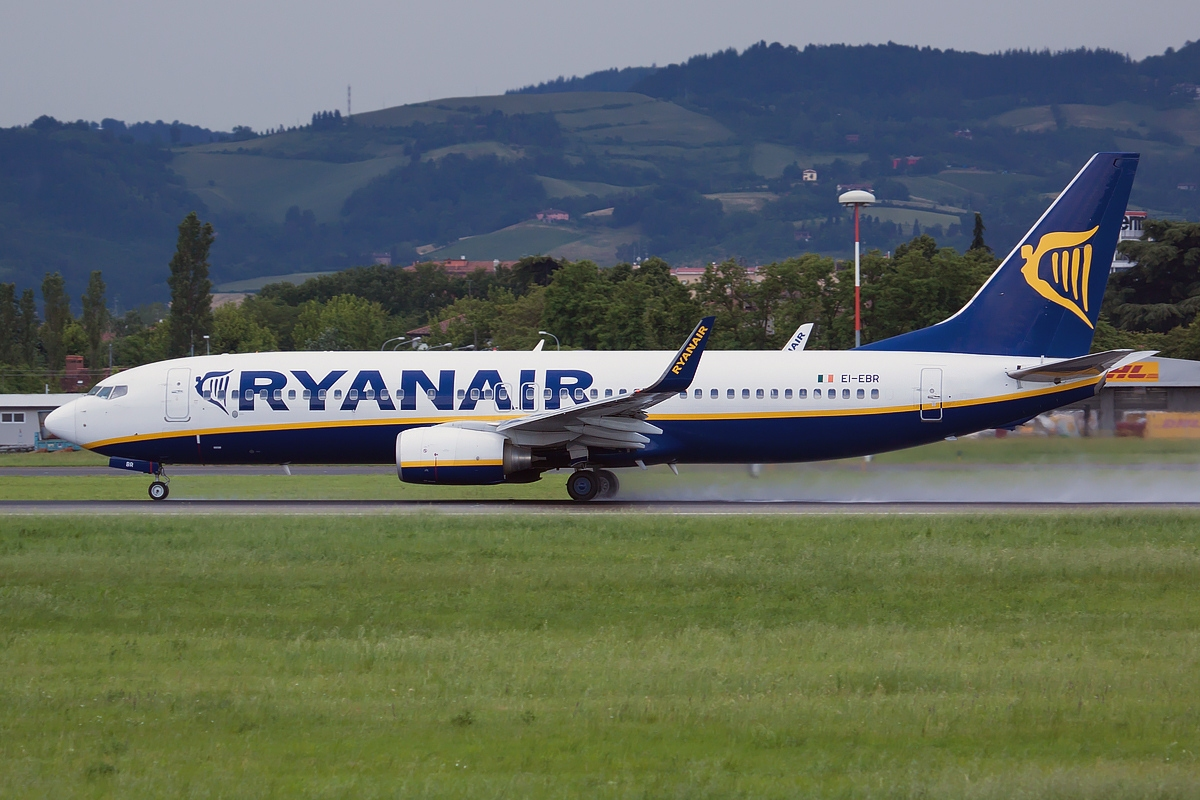
愛爾蘭瑞安航空的波音737-800，瑞安航空是低成本航空的佼佼者

安全飛行仍為航空公司的最基本要求，這部分的成本無法避免，而由於低成本航空公司仍會按照市場調節價格，即使提供的服務較傳統航空公司為簡單，部分旺季客流量大一票難搶，訂購時的標準票價加上超收的服務費，亦可能漲至較同期出發的傳統航班定期旅客票價更昂貴一些；反觀傳統航空公司因應競爭，即使提供的服務較豐富，有時亦會推出較「廉價航空」票價為低的特價機票促銷，因此「廉價航空」絕非由票價高低而定義，反而應由營運模式去釐定其營業種類，而為免讓一些大眾或傳媒混淆，現時業者本身均較傾向採用「低成本航空公司」一詞。
根據國際航空運輸協會報告顯示，一般而言，低成本航空公司可被定義為擁有以下特點：
- 私營企業
- 簡單管理架構
- 專注於票價敏感的市場，多數為休閒旅客
- 提供短途航線，一般僅來往區域性機場或二線機場
- 主要提供點對點航班服務（不設中途停站航班）
- 通常只提供一種客艙等級（經濟艙），並不提供（或只提供有限制的）常客計劃
- 有限度乘客服務，並對部分服務作出收費（例如機上餐飲服務）
- 平均票價較低，並集中於價格上的競爭
- 票價變動會與航班上座率及距離出發日期的長短而掛勾
- 訂位途徑佔大比例均是通過網際網路
- 高度航機使用率，並只提供短暫地面停留時間
- 不提供劃位服務、或是劃位要另外收費
- 機隊僅以一種或兩種機型構成
- 託運行李、餐點、機內Wi-Fi等機上服務要另外收費
- 不提供轉機乘客的行李直掛服務，轉機乘客需在下機後領取託運行李，在下一段航程報到時重新託運。

視不同公司政策，部分營運細節亦可能有所出入，這些方法最終可使公司的營運成本約為傳統航空公司的50%。

### 航線
航線的使用是兩者最大之差異，低成本航空公司會以最大化飛機的飛行時間來考慮配比，一般往往在熱門目的地設點頻繁飛行，通常在4小時之內，目的是提高飛機使用率，以執行更多班次和載客量，避免飛機停在地上空等，例如捷藍航空的飛機日均飛行時數達11.9小時。廉價航空專營短途還有一點是開票總價較低，而且平均下來每公里收益並不差，由於航線越長機票總價越高，但邊際效益漸漸減少，平均下來客運收益公里數會隨之降低，因此較少被低成本航空公司採用:53，不過近年來也出現了長程航班，如酷航的新加坡-雅典、新加坡-柏林，全亞洲航空的吉隆坡-大阪-檀香山。只是一般也不會直飛，超過單趟8小時就會中停，以便更換組員直接繼續載客。滿載率亦是十分看重的，一般是去接高密度與點對點的航線，比如春秋航空經常飛上座數可高於八成五的，以極大化提高使用時數與座位，包機觀光航線也是重點，會從旅行社合作先預訂客源才飛行。

### 機型
為了獲得最低營運成本，低成本航空公司致力選用最新型客機，避免採用老舊且耗油量高的客機，故現今大部份低成本航空都採用單走道的A320或波音737。A320和737的吸引之處為它們是營運成本最低，且已經被廣泛使用的單走道幹線客機，同時此兩型客機有相對較多的維修服務和合格機師，市場上亦有不少同型二手機或租賃機可選購:55-57。

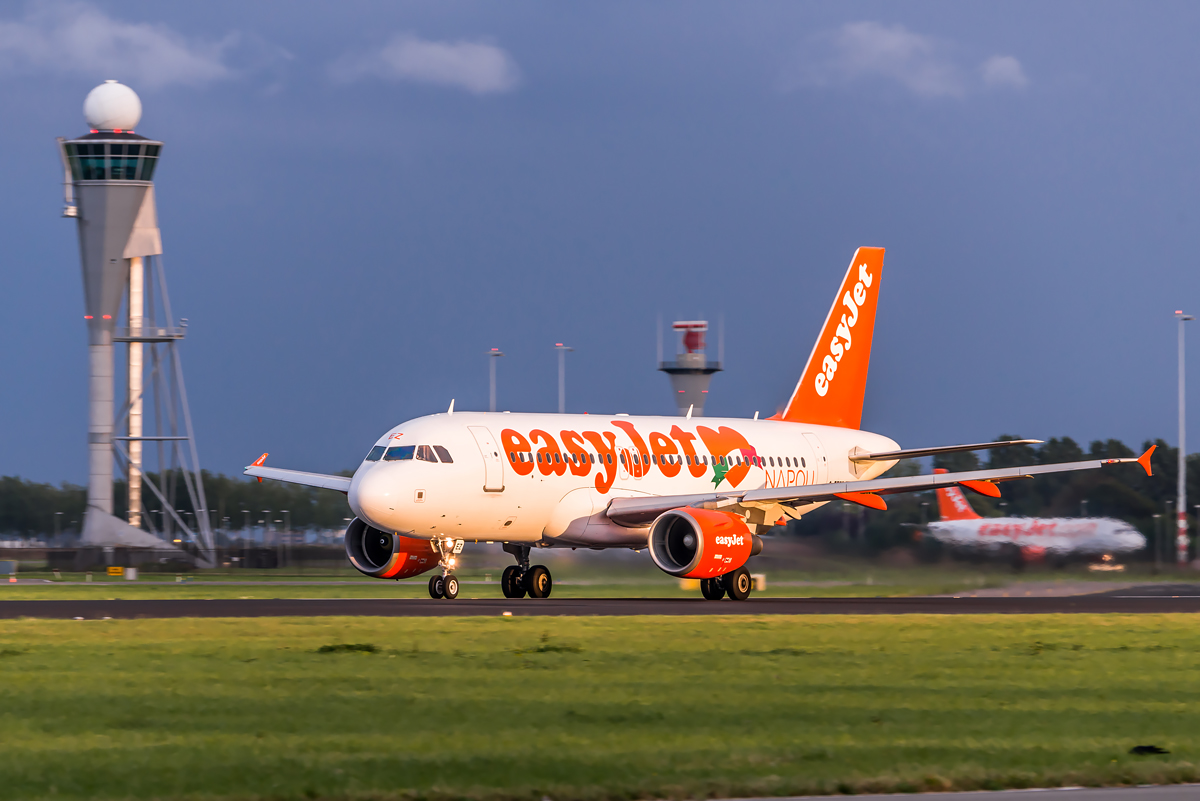
一架易捷航空的空中巴士A319客機，攝於阿姆斯特丹斯希普霍爾機場

此外，低成本航空公司亦會統一機型以減少相關的營運成本和訓練開支，如歐洲最大低成本航空瑞安航空和易捷航空分別由全波音737和A320家族組成。

### 機票和售票方式
與傳統航空公司不同之處，低成本航空的銷售方式主要是透過網路和電話而非旅行社，因為旅行社往往會向公司徵收行政費，網路售票能省去這筆費用。此外，網路售票能降低應收帳款天數，有助公司的現金流動，而代理商往往可能會經過一段時間後才付款。而相應的票務服務也縮水了，若遇各種因素致班機取消，低成本航空公司通常會直接退費予消費者，並不會像傳統航空公司安排食宿以及替代方案，被丟包的乘客需自行解決返家，亦較少設優惠的飛行常客獎勵計劃，而是一般會員優惠，另外退費審核時間長，即使是不可抗力的事情，通常是退還有期限的折抵點數或同集團代金券的形式解決。
低成本航空的機票較種類單一，通常不能免費選位、更改日期、轉名或退票，且沒有設停留日期，旅客如要更改機票，往往要付出一筆金額不少的附加費:58-59，甚至只能放棄機票。
儘管低成本航空公司的機票價格往往比傳統公司要略低，甚至特定時間地點、買多送一等情況出現破盤機票，但其內容只含一個座位及少量免寄艙行李，其餘服務都需要收費，這些林林總總的附加費使利潤有機會高過傳統公司，例如寄艙行李費、SMS短訊提示費、機內WIFI費、座位預留費、信用卡手續費、嬰兒費、機票打印費等。

### 機艙
由於低成本航空公司的目標客戶是個人旅客而非商務客，因此通常只設有單一等級座艙。
為了增加飛機載客量，座椅距離都會比傳統航空公司的少，例如32吋座距的A320可搭載150人，但亞洲航空的A320座距縮減到29吋後便可搭載180人。此外，低成本航空亦把劃位服務收費以增加收入。
對於低成本航空公司而言，機艙的椅背也是收入來源，例如瑞安航空會出售機艙椅背來讓客戶打廣告。為降低營運成本，通常不設機上娛樂系統。

### 機上服務
機上服務是低成本航空的收入來源之一，通常低成本航空的餐飲服務採使用者付費原則，需要在機上付費點餐，且非熱銷或是回程的買的話，大部分的產品價格通常就比較高昂，部份公司甚至禁止旅客攜帶外食，此舉不但能增加公司收入，亦能縮短在地面補給餐飲的時間、減輕機上重量以減少燃料消耗、與節省清潔工作時間和開支:62-63。
現時大部份美國國內線（包含傳統航空公司）都不提供免費餐飲服務，旅客需在機上自行購買。

### 機場

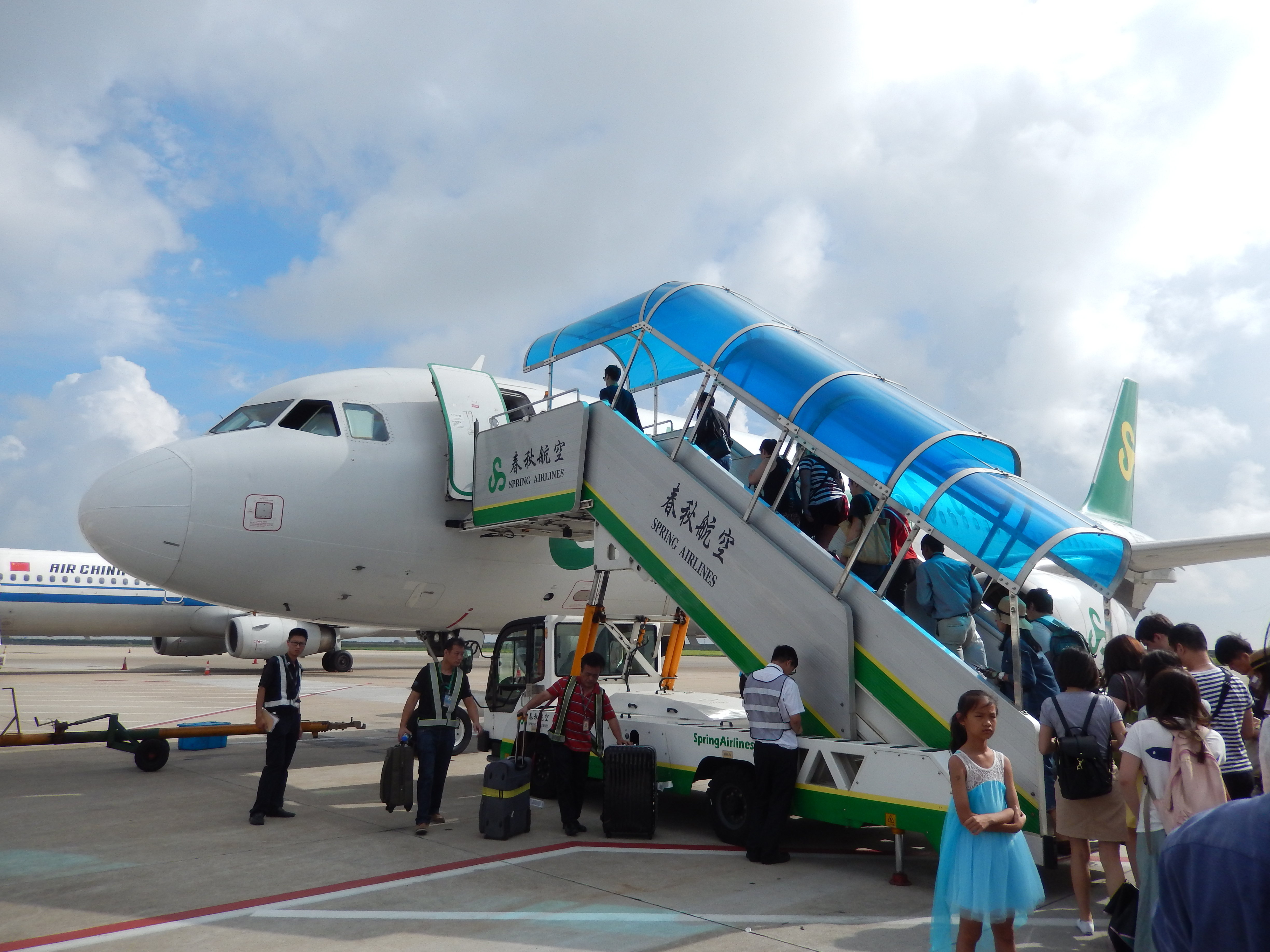
乘客通过登机梯登上停靠在远机位的春秋航空航班

在歐美地區，低成本航空公司傾向採用較遠離市中心的次級機場以降低起降費等營運成本。由於這些機場的航班較少，因此較少機場擁擠問題，航班準時率大增，提升飛機使用率，完善的交通服務也使休閒旅客更能接受次級機場。
然而在亞洲，由於較少次級機場，又或者次級機場的交通不便，低成本航空在沒有選擇的情況下只能選用主要機場為營運基地，近年有些機場興建低成本航空航廈（如大阪關西機場），以吸引低成本航空進場。而在經濟不景氣的情況下，一些商務客因此改搭低成本航空，如易捷航空為了攻佔這市場而進軍了如巴黎夏爾·戴高樂機場:65-68等等主要機場。
低成本航空公司也盡量不使用較貴的機場設施，例如以登機梯取代空橋供乘客上下機、以印有二維條碼的登機證取代背磁式登機證等。

### 勞工成本
簡化人事組織和不必要人員是減少開支的最佳方法，因此低成本航空公司的組織相對較簡單，人機比例較傳統航空公司少。
低成本航空公司比傳統航空公司少了一些部門，如不經旅行社分銷，少了一個部門；不設貨運又因此少了一個部門；某些業務（例如地勤）由承包商提供，又可減少一個部門，而低成本航空公司都較為年輕，歷史包袱和資深員工較少，人事組織較簡單，薪金支出較少:70-72。
此外，公司可能要求機師自付機種執照的訓練費用，以節省大筆培訓開支，如瑞安航空因此從每位機師身上節省超過28,000英鎊培訓費用。

### 航運安全
安全方面，亦必須符合適航規定，低成本航空公司的安全標準與傳統航空公司看齊，或與其公司簽約合作維修等，部分低成本航空公司更為傳統航空的子公司，安全紀錄普遍良好，因此「廉價」未必代表不安全，票價上的差別大都僅在於有形服務上，例如餐飲、座位選擇、行李選擇上呈現。

## 傳統航空公司與廉航關係
自2000年代，廉航在全世界，尤其是亞太區興起，亞洲區作為中產階級增幅最高地區，乘搭飛機的需求的次數增加。 （页面存档备份，存于） 加上互聯網興起、九一一事件、石油價格上漲和2008年環球金融危機，傳統全服務航空公司業務受到衝擊，旅客旅遊模式也受到改變，廉航在全球崛起，直接對傳統航空公司構成威脅及令其客源大降。（页面存档备份，存于） 但事實上有為數不少的傳統航空公司同時經營廉航(以下列表的廉航為傳統航空公司之全資附屬公司)：
| 國家或地區   | 傳統航空公司       | 附屬廉航公司                           |
| ------------ | ------------------ | -------------------------------------- |
|              | 澳洲航空           | 捷星航空                               |
| 維珍澳洲航空 | 澳洲虎航（已結業） |                                        |
| 香港         | 國泰航空           | 香港快運航空                           |
| 日本         | 全日空             | 樂桃航空 AirJapan                      |
| 日本         | 日本航空           | 捷星日本航空 春秋航空日本 ZIPAIR Tokyo |
|              | 韓亞航空           | 釜山航空 首爾航空                      |
| 大韓航空     | 真航空             |                                        |
| 新加坡       | 新加坡航空         | 酷航                                   |
| 臺灣         | 中華航空           | 台灣虎航                               |
| 中国大陆     | 吉祥航空           | 九元航空                               |
| 中国大陆     | 中國東方航空       | 中國聯合航空                           |
| 中国大陆     | 海南航空           | 祥鵬航空 西部航空 烏魯木齊航空         |
| 德国         | 漢莎航空           | 德國之翼航空（已結業）                 |

## 相關電視劇
- 2019年7月起樂桃航空與日本朝日電視台合作，播出以低成本航空公司為背景的電視劇《Runway 24》。

## 附註
1. ↑  IATA.  (PDF). 2006-07  [-2015-09-12]. （原始内容 (PDF)存档于2015-02-26）.
2. 1 2 3 4 5 6 7 8 9 10  低成本航空 經營與管理
3. ↑  . Haaretz Daily Newspaper Ltd. 2015-05-22  [2015-09-19]. （原始内容存档于2015-09-05）.
4. ↑  . 風傳媒. 2015-07-18. （原始内容存档于2024-07-12）.
5. ↑   (PDF).   [2015-06-30]. （原始内容 (PDF)存档于2015-02-26）.
6. 1 2 3 4  馮嘉耀. .   [2015-09-18]. （原始内容存档于2016-10-20）.
7. ↑  Teresa Cederholm. . 2014-07-30  [2015-09-18]. （原始内容存档于2015-11-13）.
8. ↑  . XINMEDIA欣傳媒. 2016-01-20. （原始内容存档于2023-12-26）.
9. ↑  李彌. .
10. ↑  精選書摘. . TNL The News Lens 關鍵評論網. 2020-06-18  [2025-05-16] （中文（臺灣））.
11. ↑  . www.consumers.org.tw.   [2025-05-16] （中文（臺灣））.
12. ↑  SUSAN STELLIN. . New York Times Chinese. 2013-07-22  [2015-09-19]. （原始内容存档于2015-03-02）.
13. ↑  Genevieve S. Brown. .   [2015-09-18]. （原始内容存档于2015-09-14）.
14. ↑  SENAY BOZTAS. . The Independent. 2013-12-29  [2015-09-18]. （原始内容存档于2015-09-25）.